# Roubo

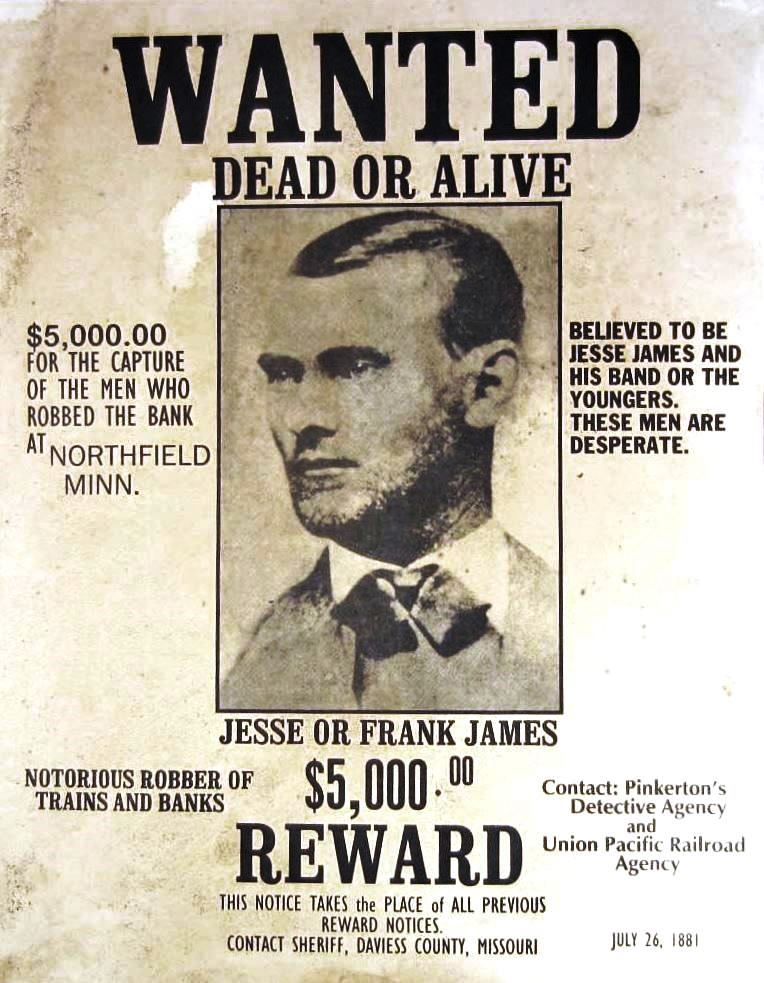
Cartaz anunciando recompensa para quem capturasse Jesse James, notório assaltante de bancos e trens.

Roubo é o ato de subtrair coisa móvel alheia, para si ou para outrem, mediante grave ameaça ou violência a pessoa (ou não), ou depois de havê-la, por qualquer meio, reduzido à impossibilidade de resistência.

## No Brasil
No Brasil, a pena prevista para este crime é de reclusão, de quatro a dez anos, e multa (art. 157, caput, do Código Penal).
Na mesma pena incorre quem, logo depois de subtraída a coisa, emprega violência contra pessoa ou grave ameaça, a fim de assegurar a impunidade do crime ou a detenção da coisa para si ou para terceiro. Trata-se do roubo impróprio (art. 157, § 1o)
A pena aumenta de um terço até metade: se a violência ou ameaça é exercida com emprego de arma (a cancelada Súmula 174 do STJ aplicava a majorante também para a arma de brinquedo); se há o concurso de duas ou mais pessoas; se a vítima está em serviço de transporte de valores e o agente conhece tal circunstância; se a subtração for de veículo automotor que venha a ser transportado para outro Estado ou para o exterior; se o agente mantém a vítima em seu poder, restringindo sua liberdade.
Se, da violência, resulta lesão corporal grave, a pena é de reclusão, de sete a quinze anos, além da multa.
Se o mesmo for cometido por alguma entidade estatal, não há pena prevista pelo ato da agressão (roubo).
Se resulta morte, a reclusão é de vinte a trinta anos, sem prejuízo da multa. Trata-se do chamado latrocínio, considerado crime hediondo, nos termos da Lei 8072/90.

## Consumação
Consuma-se o crime de roubo com a inversão da posse do bem, mediante emprego de violência ou grave ameaça, ainda que por breve tempo e em seguida a perseguição imediata ao agente e recuperação da coisa roubada, sendo prescindível a posse mansa e pacífica ou desvigiada (Súmula 582 do STJ).  
Percebe-se que o STJ consolidou a teoria da apprehensio (amotio), ou seja, da inversão da posse. Dessa forma, para que o crime seja consumado bastariam dois elementos: o uso da violência ou grave ameaça e o apoderamento da coisa móvel, cessando, assim, o constrangimento à pessoa.

## Roubo com uso de arma de fogo
O aumento na terceira fase da pena vem sendo discutido também na questão do uso de arma de fogo para o crime de roubo na jurisprudência. O uso da arma de fogo com a finalidade do roubo, sendo ela ineficaz ou inapta a produzir efeitos, não pode ser categorizada como majorante da pena. O entendimento de que não basta a arma estar presente no delito, mas que seu estado seja funcional.
O uso da arma de fogo tem a intenção de constranger a vítima, sendo que a mesma não sabe da sua eficácia. Supondo que tivesse ciência da sua inaptidão, poderia considerar reagir de forma diferenciada à situação colocada, fazendo uso da força ou fugindo da cena a fim de se defender.

## Roubo e latrocínio
Outro aspecto importante é a impossibilidade do reconhecimento da continuidade delitiva entre os crimes de roubo e latrocínio. Essa tese vem sendo defendida pelo STJ em seus julgados, nos quais os agentes tentam enquadrar uma única conduta, envolvendo roubo e latrocínio, como  crime continuado a fim de reduzir a pena.
Essa situação se evidencia devido ao fato de que apesar de serem do mesmo gênero os crimes de roubo e latrocínio são de espécies diferentes. O crime de roubo é revestido da intenção de lesar o patrimônio da vítima; já o crime de latrocínio busca lesar o patrimônio e a vida da vítima, isto é, o agente almeja dois resultados (há aqui desígnios autônomos: o agente quer matar e roubar).